# PGC 1520343
LEDA/PGC 1520343 ist eine Galaxie im Sternbild Fische auf der Ekliptik. Sie ist schätzungsweise 611 Millionen Lichtjahre von der Milchstraße und hat einen Durchmesser von etwa 60.000 Lichtjahren.
Im selben Himmelsareal befinden sich unter anderem die Galaxien PGC 3974, PGC 4058, PGC 1519232, PGC 1523414.